# Style Checker
Ein Style Checker (deutsch „Stilüberprüfer“) ist ein Programm, das in Quelltexten die Einhaltung eines zuvor definierten Programmierstils überprüft. Moderne Style Checker beziehen sich dabei nicht nur auf die Formatierung des Quelltextes und die Benennung von Symbolen, sondern können, wenn auch nur sehr eingeschränkt, eine semantische Analyse des Quelltextes vornehmen und möglicherweise angebrachte Refaktorierungen vorschlagen.
Im Gegensatz zu einem Quelltextformatierer führt ein Style Checker nur eine Überprüfung durch, formatiert jedoch den Quelltext nicht neu.
Style Checker bilden eine Vorstufe zu Werkzeugen mit denen Statische Code-Analysen durchgeführt werden.